# Иверни, Жак
Жак Иверни́ (фр. Jacques Iverny, известен по документам с 1411 по 1435 год) — французский художник авиньонской школы.

## Биография

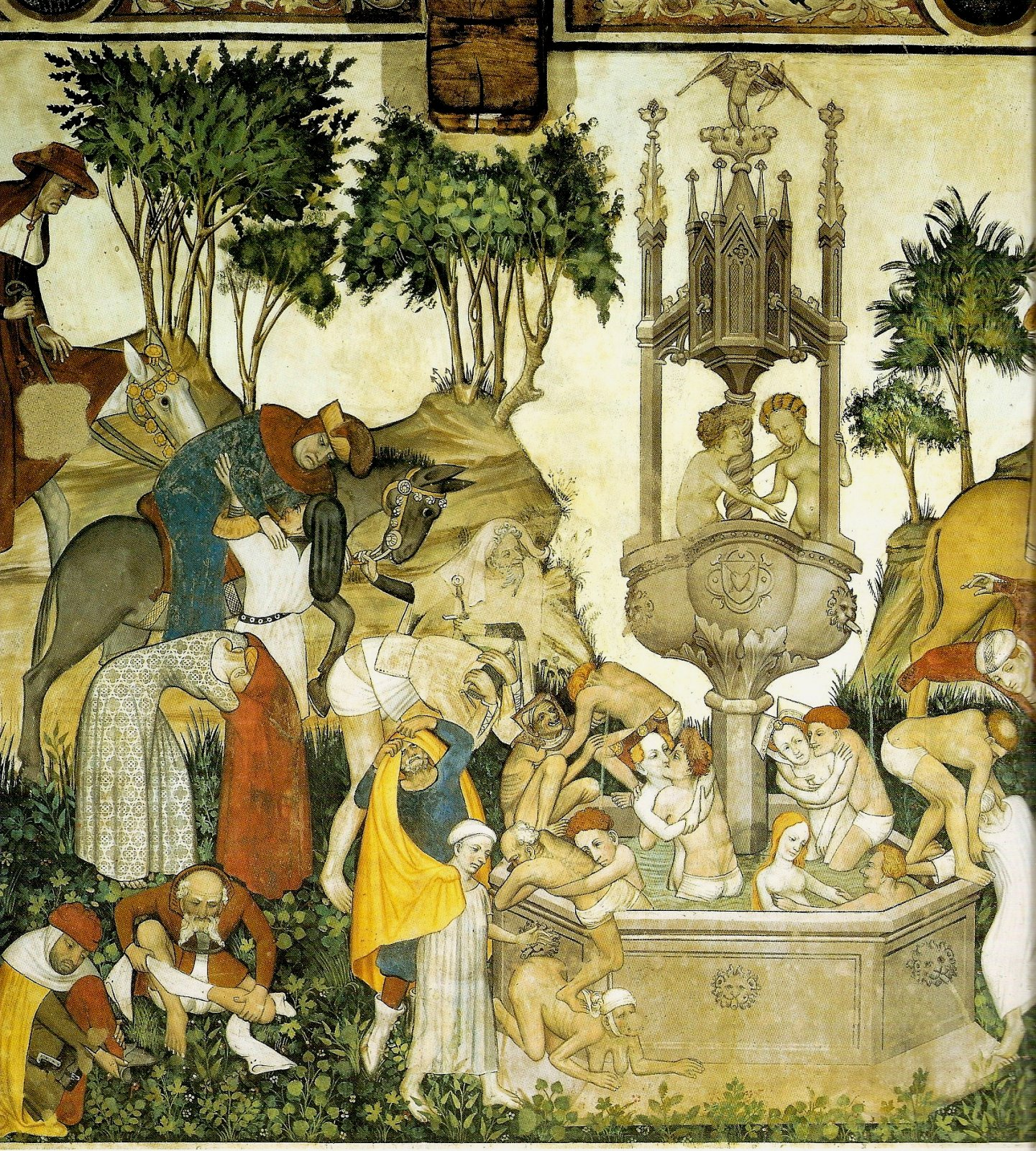
Иверни. Фонтан молодости, деталь, фреска. 1411—16 гг. Пьемонт, замок Ла Манта

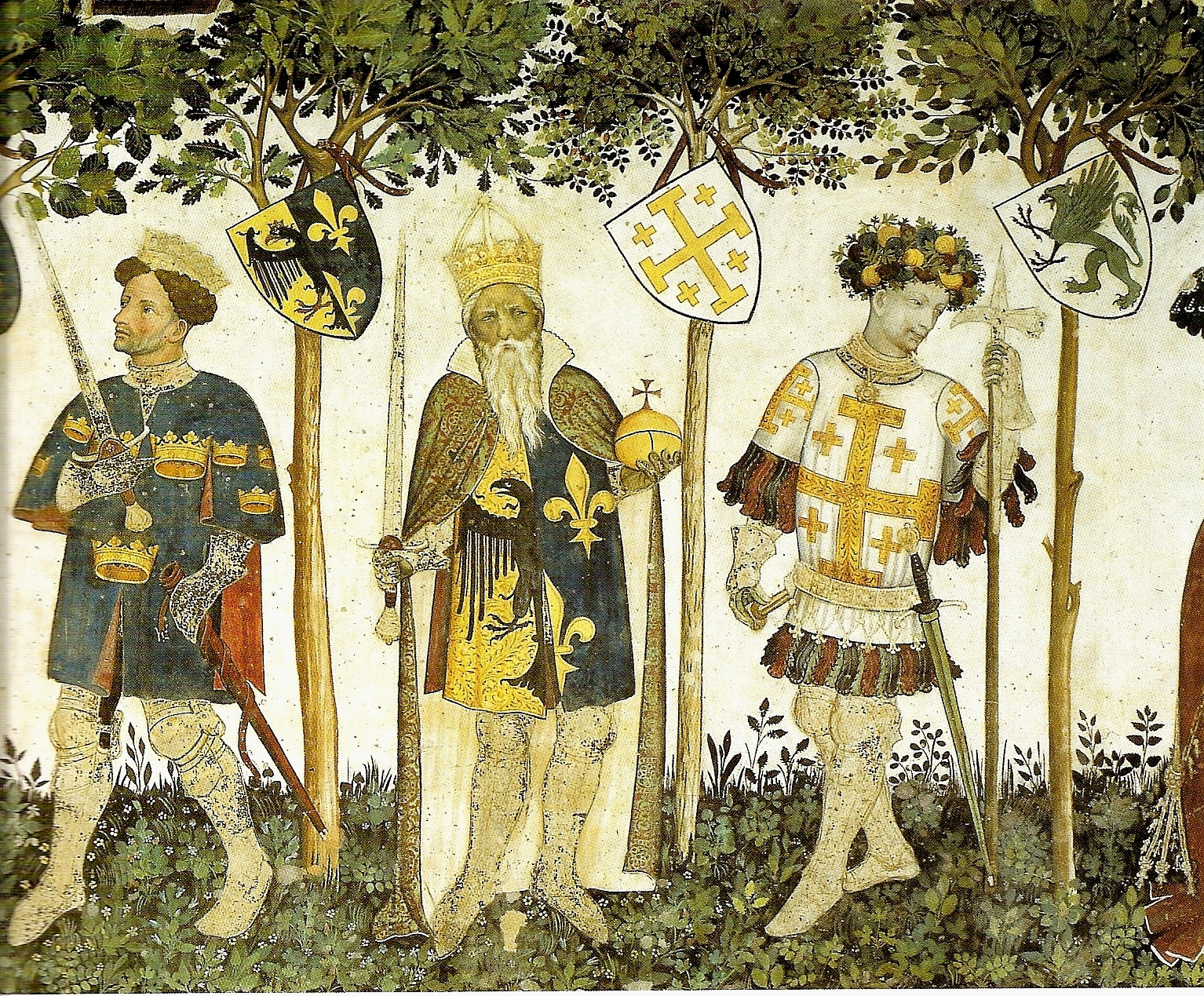
Король Артур, Карл Великий и Готфрид Бульонский, фреска, деталь. 1411—16 гг. Пьемонт, замок Ла Манта

Точные даты рождения и смерти мастера неизвестны. Имя Жака Иверни впервые упоминается в документе от 1411 года. В 1413 году Пьер д’Асинье, сенешаль Прованса, заказывает ему алтарную картину с изображением Христа для кафедрального собора в Эксе. Известен и другой заказ, который сделал Жаку Иверни Франсуа де Нойон, аббат церкви Св. Женевьевы в Париже — написать изображение св. Женевьевы для церкви св. Агриколы в Авиньоне. Однако ни одна из этих картин не сохранилась. Единственным подписанным художником произведением является триптих с изображением Мадонны с младенцем и двумя ангелами на центральной панели, и святых Стефана и Луции на створках. Триптих хранится в туринской галерее Сабауда и датируется приблизительно 1425 годом. Существует ещё несколько картин из разных музеев, приписываемых его мастерской.
Самым крупным произведением Иверни считается фресковый цикл в большом зале (Sala Baronale) замка Ла Манта в Пьемонте, созданный в 1411—16 годах. На четырёх стенах зала написаны несколько фресок с тематикой, характерной для времён господства в искусстве стиля «интернациональной готики»: три стены заняты портретами «героев и героинь», на четвёртой расположена фреска с популярной средневековой легендой о «Фонтане молодости», окунувшись в который можно вернуть молодость, силу и красоту. Старые и больные люди прибывают из разных мест, чтобы окунуться в этот фонтан, а окунувшись и помолодев, спешат тут же заняться любовью. Детали фрески забавны и анекдотичны, в них видна ирония художника. «Герои и героини» — это взятые из античной, библейской и раннесредневековой истории персонажи и легендарные фигуры, где Давид соседствует с Юлием Цезарем, а Семирамида с Королём Артуром и Александром Македонским. Фрески считаются шедевром «интернациональной готики», но не имеют документов о создании, поэтому авторство Жака Иверни неоднократно оспаривалось. Некоторые ученые считают их работой художников из круга туринского придворного живописца Джакомо Якерио, однако далеко не все с этой точкой зрения согласны, и фрески по традиции числятся за Жаком Иверни.